# آيفون 4 إس
آيفون 4 إس (بالإنجليزية: iPhone 4S)‏ هو هاتف ذكي ذو شاشة لمس طورته شركة أبل وهو الجيل الخامس من آيفون، وهو الجهاز الذي يجمع بين الشاشة عريضة مع شاشة تعمل باللمس، الهاتف المحمول والتواصل بالإنترنت.

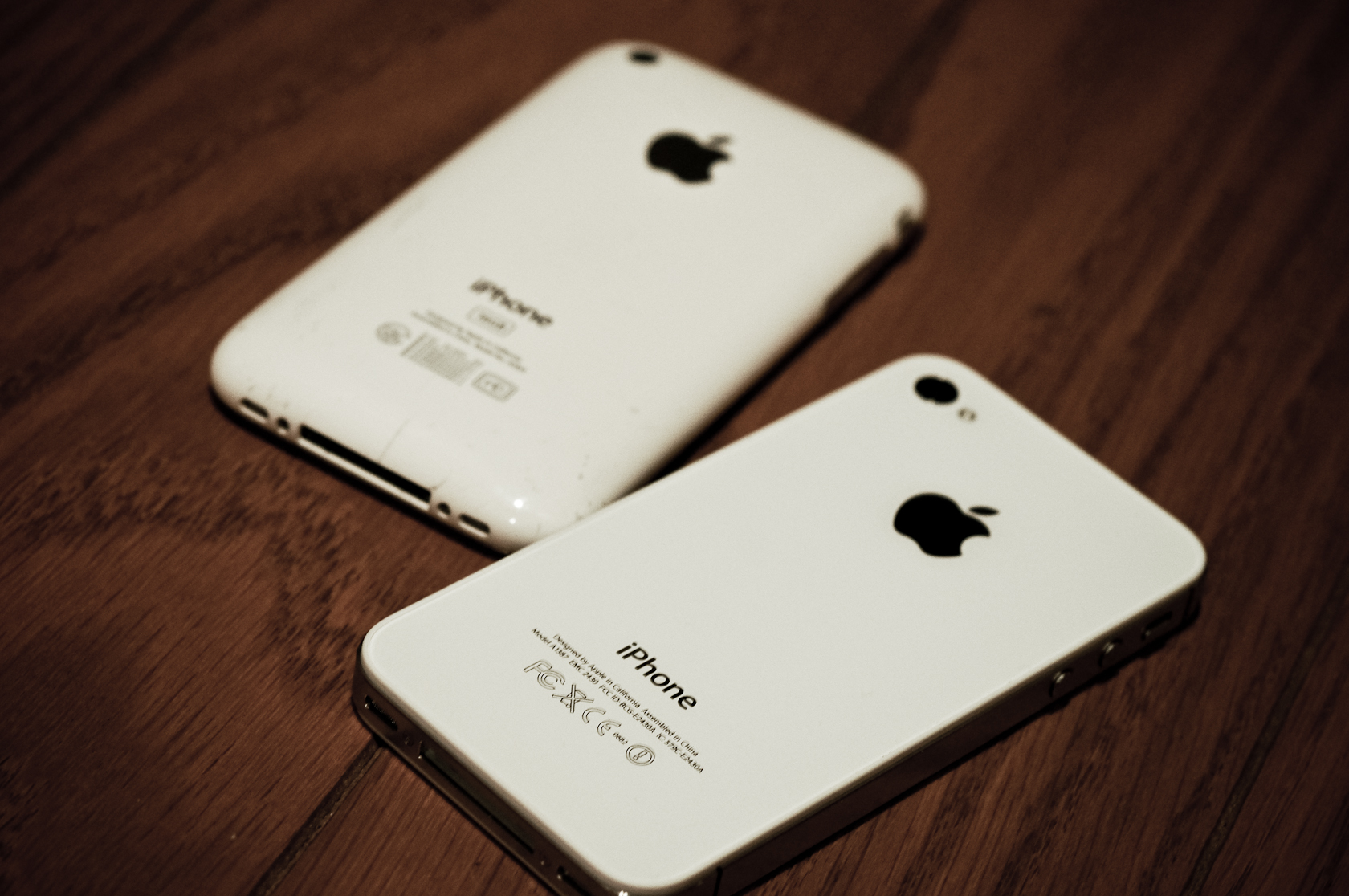
مقارنة بين هاتف آيفون 3 جي إس (أعلى) له خلفية شبه منحنية مثل (آيفون ثري جي)، وهاتف آيفون 4 إس (أسفل) له خلفية مسطحة مثل (آيفون 4).

وهو يحتفظ بالتصميم الخارجي لسلفه، آيفون 4، ولكن يستضيف مجموعة من التحسينات على مواصفات العتاد وتحديثات البرمجيات بالمقارنة مع الطراز السابق. التغييرات البرمجية والعتادية المتكاملة تدعم إدخال واجهة مستخدم ووظائف جديدة من قبل شركة آبل.

## العتاد

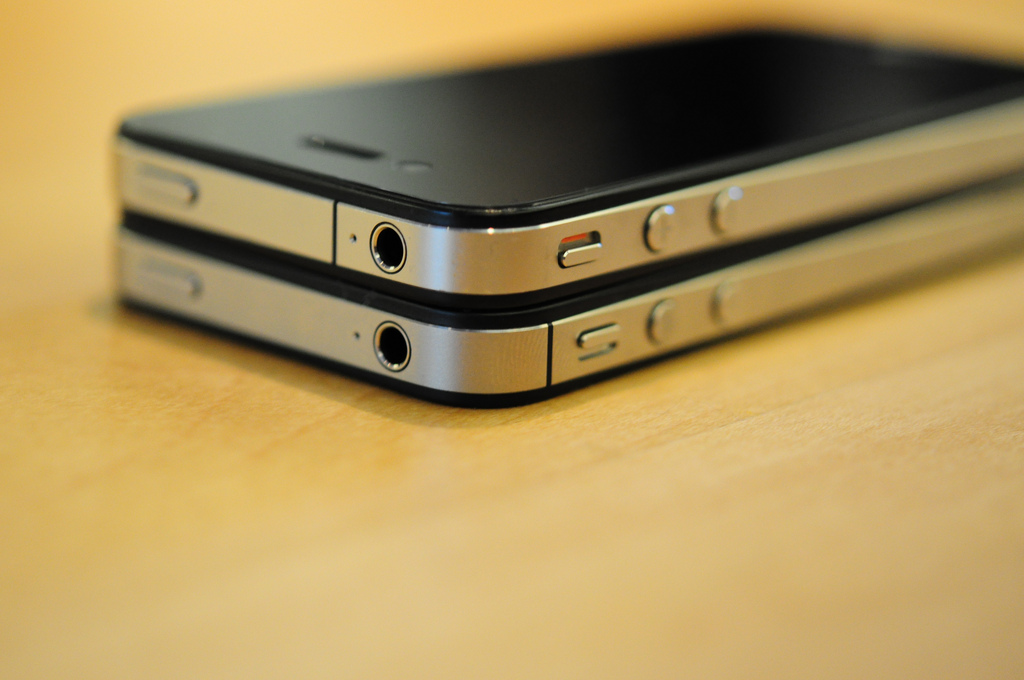
مقارنة بين هاتف آيفون 4 (أعلى) وهاتف آيفون 4 إس (أسفل). لاحظ الهوائيات المعاد وضعها (الفولاذ المقاوم للصدأ الذي يشكل المحيط حول الهاتف)

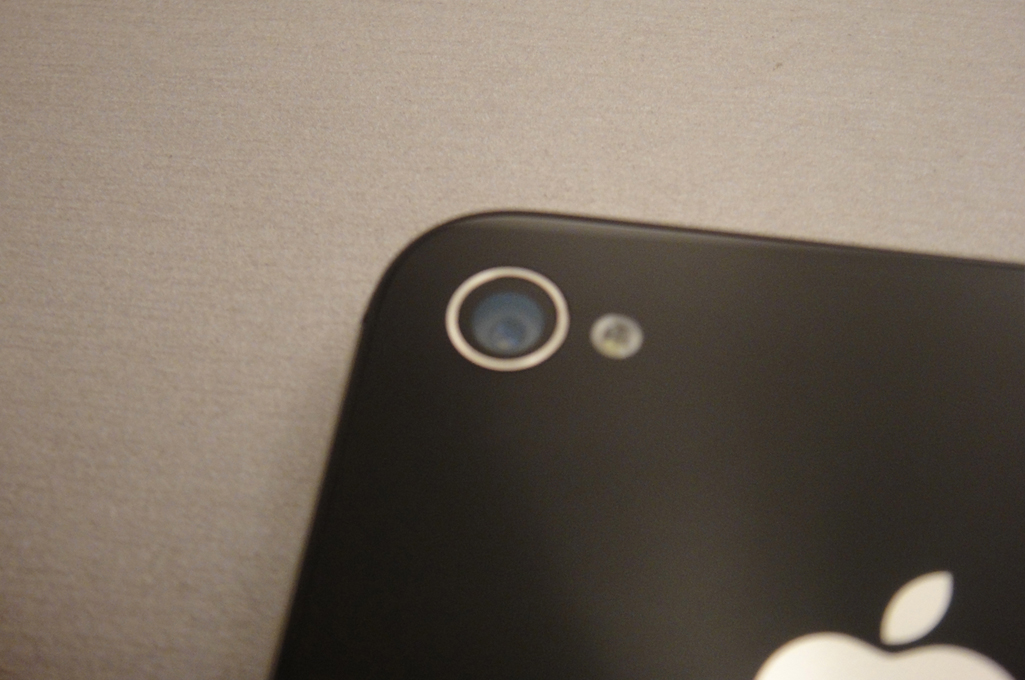
يتميز هاتف آيفون 4 إس بكاميرا 8 ميجابكسل وتسجيل فيديو 1080p.

إن من أهم ما يميز جهاز الآيفون بشكل عام عن الأجهزة الخلوية الأخرى هو جودة برامجه، فبدلا من أن تكون سعة أي برنامج قاموس 1000 كلمة في أي جهاز، تكون سعة نفس البرنامج في جهاز الأيفون 100000 كلمة وبالتالي تكون جودة البرامج أعلى.
ولكن ما يميز جهاز الآيفون 4 إس عن نظيراته الأقدم هو دقة الكاميرا الأعلى ونظام الأوامر الصوتية (سيري) ودقة الشاشة الأعلى والتصوير بتقنية الـ(HD).

## نظام التشغيل
واحدة من أهم الأمور التي دفعت الناس لشراء الأيفون الجديد وهو النظام آي أو إس 5 وبالأخص المساعد الشخصي سيري، كذلك ميزة البحث عن الأماكن ما تزال مخصصة للمنطقة الأمريكية فقط، أيضًا من الأمور المهمة هي أنه تم فصل الأيبود عن الفيديو ليصبح مثل الأيبود تتش.

## الإكسسوارات

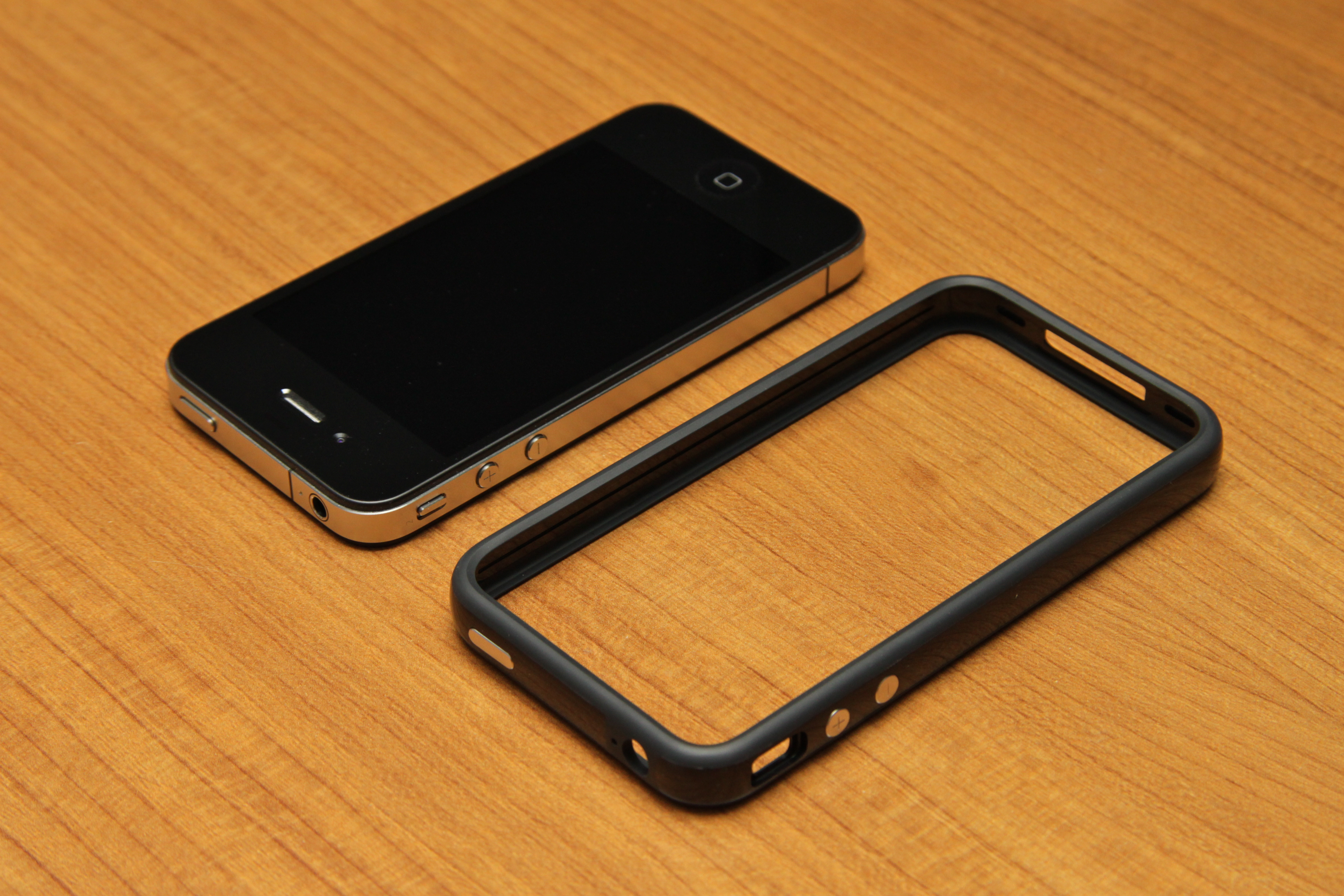
يمكن استخدام الغطاء الواقي المصمم لجهاز آيفون 4 على آيفون 4 إس أيضًا.

## التوافر

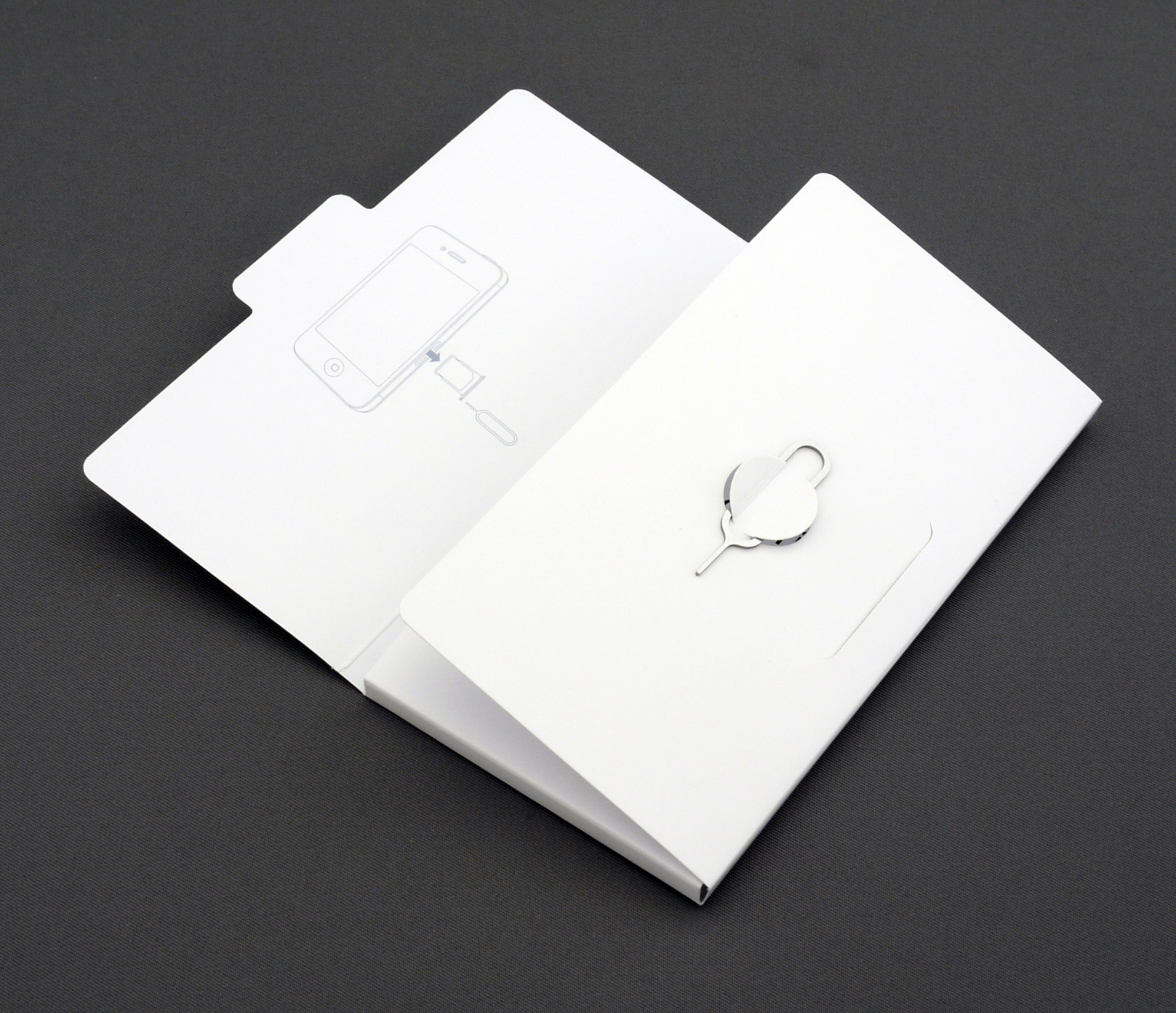
الكتيبات التي تأتي مع آيفون 4 إس. تخبر المستخدم كيفية أداء المهام الأساسية.

## التأثير
حتى الآن هناك عيب واحد هو البطارية عندما قالت أبل إن البطارية تستطيع البقاء لمدة 200 ساعة في وضع استعداد كانت مخطئة وهناك عدة أسباب لهذا العيب هو:
1. المعالج القوي في الآيفون 4 إس.
2. العطل الذي بنظام التشغيل الجديد آي أو إس 5.0 وذلك لأنه يحدّث المكان والزمن باستمرار.
3. معالج الرسومات القوي جدا الذي لم يوضع في أي هاتف نقال مسبقا.

يبدو أن مشكلة البطارية كانت واقعا ملموسا على أبل وليس مجرد مشاكل متداولة في الإنترنت، لذلك لم تقم أبل بالبحث عن المشكلة، وحسب أبل قامت الشركة بإصلاحها مع التحديث التجريبي الجديد لنظام آي أو إس 5.0.1.

## مقارنات بين أجهزة الآيفون
و يبرز هذا الجدول الاختلافات الرئيسية بين «أجيال» الآيفون.
|                                  | آيفون                                                      | آيفون 3G                                                                      | آيفون 3GS                                                                                | آيفون 4 | آيفون 4 إس                                                                                |
| -------------------------------- | ---------------------------------------------------------- | ----------------------------------------------------------------------------- | ---------------------------------------------------------------------------------------- | --- | ----------------------------------------------------------------------------------------- |
| الحالة                           | توقف                                                       | توقف                                                                          | متوفر                                                                                    | متوفر | متوفر                                                                                     |
| جهاز العرض                       | 89 مم (3.5 انش) زجاج LCD، نسبة امتداد 3:2                  | 89 مم (3.5 انش) زجاج LCD، نسبة امتداد 3:2                                     | 89 مم (3.5 انش) زجاج LCD، نسبة امتداد 3:2                                                | 89 مم (3.5 انش) زجاج LCD، نسبة امتداد 3:2                                                                                              | 89 مم (3.5 انش) زجاج LCD، نسبة امتداد 3:2                                                 |
| جهاز العرض                       | 480 × 320 بكسل (منظومة عرض مرئي موسع) في 163 بكسل في إنش   | 480 × 320 بكسل (منظومة عرض مرئي موسع) في 163 بكسل في إنش                      | 480 × 320 بكسل (منظومة عرض مرئي موسع) في 163 بكسل في إنش                                 | 960 × 640 بكسل في 326 ppi | 960 × 640 بكسل في 326 ppi                                                                 |
| التخزين                          | 4، 8، أو 16 ج.ب                                            | 8 أو 16 ج.ب                                                                   | 8 ،16 أو 32 ج.ب                                                                          | 8 ،16 أو 32 ج.ب | 16، 32، أو 64 ج.ب                                                                         |
| المعالج                          | 620 MHz (مخفّض إلى 412 MHz) ARM 1176JZ(F)-S                 | 620 MHz (مخفّض إلى 412 MHz) ARM 1176JZ(F)-S                                    | 833 MHz (مخفض إلى 600 MHz) ARM Cortex-A8                                                 | 1 GHz (مخفض إلى 800 MHz) أبل ايه 4 | 1 GHz (مخفض إلى 800 MHz) أبل أيه 5                                                        |
| الذاكرة                          | 128 م.ب DRAM                                               | 128 م.ب DRAM                                                                  | 256 م.ب DRAM                                                                             | 512 م.ب DRAM | 512 م.ب DRAM                                                                              |
| مزودو الخدمة في الولايات المتحدة | إيه تي آند تي                                              | إيه تي آند تي                                                                 | إيه تي آند تي                                                                            | إيه تي آند تي فيرايزون وايرلس (منذ فبراير 2011) Sprint Nextel (8ج.ب فقط; منذ أكتوبر 2011) C Spire Wireless (8ج.ب فقط; منذ نوفمبر 2011) | إيه تي آند تي Sprint Nextel فيرايزون وايرلس C Spire Wireless                              |
| الاتصال الخيلوي                  | متعدد النطاق GSM/GPRS/EDGE (850، 900، 1800، 1900 MHz)      | بالإضافة إلى السابق: نطاق ثلاثي 3.6 م.ب/ث UMTS/HSDPA (850، 1900، 2100 MHz)،   | بالإضافة إلى السابق: 7.2 م.ب/ث HSDPA                                                     | طراز GSM: بالإضافة إلى السابق: 5.76 م.ب/ث HSUPA، UMTS/HSDPA من 800 إلى 900 MHz                                                         | بالإضافة إلى السابق: 14.4 م.ب/ث HSDPA, هوائي GSM/CDMA مدمج                                |
| الاتصال الخيلوي                  | متعدد النطاق GSM/GPRS/EDGE (850، 900، 1800، 1900 MHz)      | بالإضافة إلى السابق: نطاق ثلاثي 3.6 م.ب/ث UMTS/HSDPA (850، 1900، 2100 MHz)،   | بالإضافة إلى السابق: 7.2 م.ب/ث HSDPA                                                     | طراز CDMA: ثنائي النطاق CDMA/إيف دو ريف بي (800, 1900 MHz)                                                                             | بالإضافة إلى السابق: 14.4 م.ب/ث HSDPA, هوائي GSM/CDMA مدمج                                |
| المميزات                         | USB 2.0/موصل إرساء                                         | بالإضافة إلى السابق: جي بي إس مساعد، يشمل سماعات مع ميكروفون                  | بالإضافة إلى السابق: تحكم بالصوت، بوصلة رقمية، Nike+، يشمل سماعات مع جهاز تحكم وميكروفون | بالإضافة إلى السابق: مدوار ذو ثلاثة أبعاد، ميكروفون ثنائي خفض الضوضاء، وحدة تعريف المشترك                                              | بالإضافة إلى السابق: مدوار ذو ثلاثة أبعاد، ميكروفون ثنائي خفض الضوضاء، وحدة تعريف المشترك |
| الكاميرا                         | 2.0 بكسل للصور فقط                                         | 2.0 بكسل للصور فقط                                                            | 3.0 ميجابكسل VGA لفيديو في 30 إطار/ث                                                     | خلفي: 5.0 ميجابكسل 720p HD فيديو في 30 إطار/ث                                                                                          | خلفي: 8.0 ميجابكسل 1080p HD فيديو في 30 إطار/ث                                            |
| الكاميرا                         | 2.0 بكسل للصور فقط                                         | 2.0 بكسل للصور فقط                                                            | 3.0 ميجابكسل VGA لفيديو في 30 إطار/ث                                                     | أمامي: 0.3 ميجابكسل (VGA) 480p فيديو VGA في 30 إطار/ث                                                                                  | أمامي: 0.9 ميجابكسل (VGA) 720p فيديو VGA في 30 إطار/ث                                     |
| المواد                           | ألمونيوم، زجاج وبلاستيك أسود                               | الزجاج والبلاستيك والصلب. أسود أو أبيض (الأبيض غير متوفر لموديلات 8 جيجابايت) | الزجاج والبلاستيك والصلب. أسود أو أبيض (الأبيض غير متوفر لموديلات 8 جيجابايت)            | سيليكات الألمونيوم أبيض أو أسود، زجاج وفولاذ مقاوم للصدأ                                                                               | سيليكات الألمونيوم أبيض أو أسود، زجاج وفولاذ مقاوم للصدأ                                  |
| الطاقة                           | مضمنة، غير قابلة للإزالة، قابلة للشحن بطارية ليثيوم بوليمر | مضمنة، غير قابلة للإزالة، قابلة للشحن بطارية ليثيوم بوليمر                    | مضمنة، غير قابلة للإزالة، قابلة للشحن بطارية ليثيوم بوليمر                               | مضمنة، غير قابلة للإزالة، قابلة للشحن بطارية ليثيوم بوليمر                                                                             | مضمنة، غير قابلة للإزالة، قابلة للشحن بطارية ليثيوم بوليمر                                |
| الإصدار                          | 4 و 8 ج.ب: 29 يونيو 2007 16 ج.ب: 5 فبراير 2008             | 11 يوليو 2008                                                                 | 16 و 32 ج.ب: 19 يونيو 2009 أسود 8 ج.ب: 24 يونيو 2010                                     | GSM (أسود): 24 يونيو 2010 CDMA (أسود): 10 فبراير 2011 أبيض: 28 أبريل 2001 8 ج.ب: 14 أكتوبر 2011                                        | 14 أكتوبر 2011                                                                            |
| التوقف                           | 4 ج.ب: 5 سبتمبر 2007 8 و 16 ج.ب: 11 يوليو 2008             | 16 ج.ب: 8 يوليو 2009 أسود 8 ج.ب: 4 يونيو 2008                                 | 16 و 32 ج.ب: 24 يونيو 2010 أسود 8 ج.ب: في الانتاج                                        | 16 و 32 ج.ب: 4 أكتوبر 2011 8 ج.ب: في الانتاج                                                                                           | في الانتاج                                                                                |
| الموديل                          | آيفون                                                      | آيفون 3G                                                                      | آيفون 3GS                                                                                | آيفون 4 | آيفون 4 إس                                                                                |

## وصلات خارجية
- الموقع الرسمي (بالإنجليزية)
- الإعلان المباشر عن أبل آيفون 4 إس (بواسطة TIM) (صور ونص من حدث آبل الذي أعلن عن الهاتف الجديد)
- آبل - تقدم سيري على يوتيوب
- مراجعة آيفون 4 إس في Techcrunch
- لمحات من أوائل مراجعات 4 إس في موقع MSNob's technoblog